# Samarendra Nath Roy
Samarendra Nath Roy (ur. 11 grudnia 1906 w  Kalkucie, zm. 23 lipca 1964 w Jasper) – amerykański matematyk i statystyk, pochodzący z Indii; profesor Uniwersytetu Karoliny Północnej w Chapel Hill. Uczeń i współpracownik Prasanta Chandry Mahalanobisa.